# Montsecosuchus
Montsecosuchus depereti
Genre
Espèce
Synonymes
- † Alligatorium depereti Vidal, 1915

Montsecosuchus est un genre éteint de petits reptiles crocodyliformes néosuchiens basaux semi-aquatiques.
Un seul spécimen a été découvert, en Espagne dans la sierra del Montsec dans la province de Lérida, en Catalogne. Il provient de niveaux datés du Crétacé inférieur (Berriasien supérieur à Valanginien inférieur), il y a environ entre 140 Ma (millions d'années),.
C'est la seule espèce rattachée au genre, Montsecosuchus depereti, décrite par Lluís Marià Vidal i Carreras (d) en 1915.

## Description

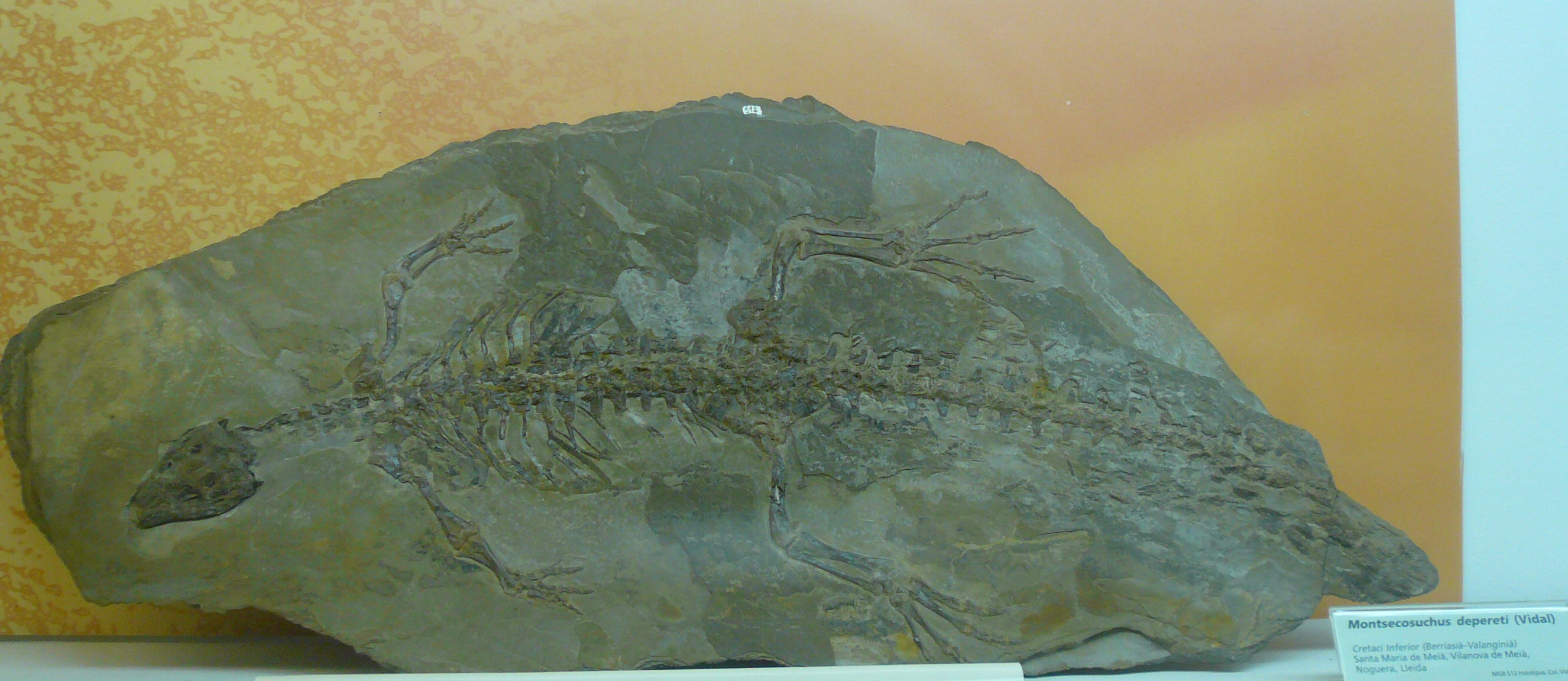
Fossile holotype de Montsecosuchus depereti.

C'est un Crocodyliformes de petite taille dont le crâne ne mesure que 5,3 centimètres de long. 
Montsecosuchus ne possède que 21 vertèbres caudales, un nombre très sensiblement inférieur à celui des Atoposauridae, mais proche de celui d'un autre néosuchien très basal, Pachycheilosuchus, qui en a 18.

## Classification
D'abord nommé Alligatorium depereti par Vidal en 1915, il a été réattribué en 1988 à un nouveau genre rattaché aux Atoposauridae, sous le nom de Montsecosuchus depereti en 1988 par Ángela Delgado Buscalioni (d) et José Luis Sanz (d). 
En 2016, il est exclu des Atoposauridae, et placé dans une position encore plus basale au sein des néosuchiens par Tennant et ses collègues, à proximité du genre Pachycheilosuchus.